# Petar Čule
Petar Čule (Kruševo, 18. veljače 1898. – Mostar, 29. srpnja 1985.) bio je hrvatski prelat Katoličke Crkve koji je služio kao biskup mostarsko-duvanjski i trajni apostolski upravitelj trebinjsko-mrkanski od 1942. do umirovljenja 1980. godine. Nakon odlaska u mirovinu, imenovan je naslovnim nadbiskupom giufitanskim u današnjem Tunisu.

## Životopis

### Mladost i školovanje
Čule je rođen u Kruševu kod Mostara u dobrostojećoj obitelji Jure (Juriše) i Jake rođene Šarac. Njegov otac Juriša bio je ugledan čovjek u svom selu, koji je pridonio osnivanju posebne župe za svoje selo i izgradnji župnog doma. Čule je bio treće dijete po redu te je imao petero braće i tri sestre. Njegov brat Ante bio je također svećenik. Isti dan kad je rođen je i kršten. Kao dijete, Petar dugo nije mogao progovoriti, a između 4. i 5. godine života bolovao je od malarije te bi često padao u nesvijest, jedva preživljavajući. Ipak, bio je poznat po dobrom pamćenju.
Petar i njegova tri brata poslani su na daljnje školovanje, dok su druga dva brata ostala na imanju. Sestre su mu bile udane. Petar je bio izrazito vjerski odgojen. Budući da njegovo rodno selo nije imalo ni osnovnu školu ni crkvu, Petar je otišao na školovanje u Ljuti Dolac, gdje je upoznao tamošnje franjevce koji su mu bili odgojitelji. Izobrazba se odvijala u privatnoj kući. Njegovi franjevački učitelji prepoznali su u njemu poseban potencijal te su htjeli da nastavi školovanje u Franjevačkom samostanu na Širokom Brijegu. No, njegov otac, na savjet pokojnog rođaka koji je služio kao župnik u Blagaju, odlučio je poslati mladog Petra u isusovačku gimnaziju u Travniku.

#### Gimnazija
Godine 1909. Čule je poslao molbu za primanje u gimnaziju u Travniku, a franjevački župnik također ga je prijavio u školu na Širokom Brijegu. Tada mu je javljeno da je njegova prijava u Travniku izgubljena i da mora poslati drugu. Čuli je molba u Širokom Brijegu odbijena zbog lošeg zdravstvenog stanja. No, pokazalo se da je njegova molba u Travniku prihvaćena, ali je obavijest kasnila zbog loših poštanskih veza. Čule je stigao u Travnik 1909. godine. U početku mu je uspjeh u školi bio loš, jer su seoske škole davale lošu pozadinu za daljnje školovanje. Ipak, mjesec dana kasnije postao je jedan od najboljih učenika. Svih osam razreda uspio je završiti s odličnim uspjehom.
Godine 1912., dok je bio u trećem razredu dobio je upalu porebrice. Kako se Austro-Ugarska spremala za ulazak u Balkanske ratove 1913. godine, zauzeli su dio sjemeništa za ratne potrebe, pa je škola neke učenike poslala kući, među kojima je bio i Čule. Budući da Austro-Ugarska na kraju nije ušla u rat, sjemenište je vraćeno školi pa su se učenici vratili. No, Čule je i dalje bio bolestan i tražio je produljeni dopust, što mu je i odobreno. U ljeto 1913. škola je obavijestila Čulu da će izgubiti pravo na školovanje ako uskoro ne ozdravi. Liječnik je ustanovio da je Čule zdrav, ali mu je dijagnosticirana anemija. Vratio se u Travnik i bio dužan polagati sve ispite iz četvrtog razreda kako bi upisao peti razred. Dok je bio u četvrtom razredu, Čule je dobio tuberkulozu pluća s kavernom, ali je brzo ozdravio. U tom razdoblju razvija posebnu pobožnost prema Gospi i svetom Josipu.
Tijekom Prvog svjetskog rata dio sjemeništa ponovno je pretvoren u bolnicu, jer je Austro-Ugarska ušla u rat. Iako se tonzura primala u sedmom razredu, Čule i njegovi kolege primili su je u šestom razredu, 1915. godine, i tako postali klerici. Razlog prijevremenog postriga bio je taj što klerici nisu bili obvezni služiti vojsku. Godine 1916., dok je bio u sedmom razredu, dijagnosticirana mu je bolest živaca zbog stresa od pretjeranog učenja. Ipak, Čule je sedmi razred uspio završiti kao odličan učenik. Kako Isusovačka gimnazija nije bila pučka škola, njeni su učenici morali polagati maturu pred sarajevskom gimnazijom. Dana 6. lipnja 1917. Čule je zabljesnuo na diplomskom ispitu, a predsjednik povjerenstva ponudio mu je državnu stipendiju za sveučilišni studij. No, Čule je čvrsto odlučio postati svećenik.

#### Sveučilište
U jesen 1917. upisao se na Katolički bogoslovni fakultet u Sarajevu. Isusovci, koji su uvelike utjecali na Čulu, vodili su fakultet, bili profesori i poglavari. Bio je odličan učenik. Nakon završene treće godine, 20. lipnja 1920. godine zaređen je za svećenika od tadašnjeg vrhbosanskog kapitularnog vikara Ivana Šarića, kasnijeg nadbiskupa. Čule je svoju mladu misu održao na svoj imendan, 29. lipnja 1920. Budući da Kruševo još nije bilo župa niti je imalo crkvu, mladu misu je održao na mjesnom groblju Sajmište, gdje mu je sahranjena majka koja je umrla 1919. godine. Propovijed je održao fra Dominik Mandić.
Hrvatski povjesničar o. Miroslav Vanino imao je dobre veze u Francuskoj i uspio je osigurati stipendije za četiri hrvatska studenta. Tri su stipendije bile za Institut Catholique de Paris, a koristili su ih Đuro Gračanin, Ivan Merz i Juraj Šćetinec. Četvrtu stipendiju dao je belgijski kardinal Désiré-Joseph Mercier, nadbiskup Mechelen-Bruxellesa za Katoličko sveučilište u Leuvenu. Studenti su zajednički otišli u Zagreb, s tim da su prva trojica dalje išli preko Trsta za Pariz, dok je Čule išao preko Beča u Leuven. No, Čulu je u Leuvenu zasmetala činjenica da je stipenditor, Pariška nadbiskupija, imala financijskih problema te im nije htio biti na teret. Iako mu stipendija nije ukinuta, to je bio glavni razlog zašto je odlučio napustiti Leuven. Drugi razlozi su bili to što su studenti u Leuvenu bili teolozi koji su željeli specijalizirati određenu granu teologije, dok je Čulina namjera bila produbiti svoje opće teološko znanje. Također, mladom Čuli nije išla na ruku belgijska klima. Stoga se oko Uskrsa 1921. vratio u domovinu.
Šarić je htio Čuli osigurati državnu stipendiju. Iako je imao zadovoljavajuće ocjene, Čuli je trebala i potvrda o imovinskom stanju roditelja. Međutim, mostarsko-duvanjski biskup Alojzije Mišić namjeravao ga je imenovati župnikom u Blagaju, odakle je protjerao mjesnog franjevca, fra Kostu Jukića, zbog neurednog vladanja, a nije ga mogao zamijeniti drugim franjevcem zbog protivljenja mještana. Provincijal hercegovačkih franjevaca zamolio je Mišića da nađe biskupijskog svećenika za tu zadaću. Čule je dužnost trebao preuzeti 8. rujna 1921. godine. To je ugrozilo Čulinu namjeru da nastavi školovanje. No, provincijal se predomislio i za tu dužnost Mišiću predložio još jednog franjevca, fra Jaku Jukića. Mišić je pristao odustati od imenovanja, ali je i dalje inzistirao da Čule ostane kao župnik ili kapelan. Ipak, Čule je zamolio biskupa da ga pošalje na daljnje školovanje. Vrijeme za stipendiju je već isteklo. Ipak, rektor Katoličkog bogoslovnog fakulteta u Sarajevu o. Antun Prešern uspio je Čuli osigurati mjesto u isusovačkom Collegium Canisianum u Innsbrucku u Austriji. Kako nije uspio osigurati stipendiju, Čule je sam vodio svoje financiranje. Krajem rujna 1921. je već bio u Innsbrucku. Sustav studiranja bio je isti kao u Sarajevu, što je Čuli odgovaralo. Dana 12. srpnja 1912. obranio je doktorsku disertaciju pod naslovom De statu hominis kod sv. Bonaventure i stekao naslov doktora teologije. Završio je studij u Innsbrucku summa cum laude (s najvećom pohvalom).

### Svećeništvo
Po povratku iz Innsbrucka, zagrebački nadbiskup, Antun Bauer, želio je Čulu imati u svojoj nadbiskupiji; Čule se ipak želio vratiti u Hercegovinu. Nakon povratka u domovinu 1923. imenovan je prefektom Napretkova đačkog konvikta u Mostaru te na toj dužnosti ostaje do 1929. godine. Ujedno je do 1924. bio vjeroučitelj u mostarskoj gimnaziji. Kao vjeroučitelj i predstojnik konvikta, aktivno je radio s mladeži i njihovim roditeljima, postižući dobre rezultate koje je zabilježila i gimnazija, koja mu je 1926. ponudila mjesto profesora filozofije i francuskog jezika. Čule je godinu dana predavao francuski, a dvije godine filozofiju, sve do 1928. U isto vrijeme, 1926. imenovan je biskupijskim arhivarom. I opet 1930. godine biskup imenuje Čulu honorarnim vjeroučiteljem u gimnaziji. Ondje ostaje predavati do 1941. Kao i većina svećenstva njegova vremena, uključujući franjevce, Čule je bio pristaša projugoslavenske i katoličke Hrvatske pučke stranke (HPS) te je slao studente u katoličke organizacije predvođene franjevcima, a posebno u organizaciju „Orlovi”.
Čule je za vrijeme svog svećeništva objavio dvije knjige – „Misli velikih umova o Bogu i vjeri” (1925.) i „Misli velikih umova o Kristu i katoličkoj Crkvi” (1926.). Uz 400. obljetnicu Družbe Isusove, preveo je dvotomnu knjigu Thomasa J. Campbella „Povijest Isusovačkog reda: 1534.–1921.”, koja je objavljena 1941., odnosno 1942. godine. Ove dvije knjige, koje se smatraju apologetskim, izdane su u vrijeme kada je Katolička Crkva promicala takvu literaturu i pokrete protiv antiklerikalizma i protivljenja Crkvi diljem svijeta. Čule je u predgovoru svoje prve knjige rekao da je objavljena u „nefilozofskom vremenu” u kojem se razvila „žučljiva kampanja protiv tradicije i auktoriteta što su je poduzimali racionalizam i novovjeki subjektivizam”. Čule je bio i urednik Malog kršćanskog nauka koji je doživio više izdanja. Za vrijeme boravka u zeničkom zatvoru preveo je knjigu „Krist - život duše” blaženoga Columba Marmiona. Godine 1959. preveo je knjigu Fultona J. Sheena „Duga boli”. Čule je također objavljivao članke u nekoliko časopisa i često držao propovijedi u mjesnoj crkvi i drugim župama. Kao istaknuti propovjednik često je pozivan na svečanosti da drži propovijedi. Često je organizirao duhovne vježbe i obnove u mjesnim samostanima. Godine 1937. imenovan je konzultorom biskupije.
Franjevci, koji su papinskom Odlukom (Decisia) iz 1899. izgubili skrb nad polovicom župa, ali su i dalje činili veliku većinu klera, htjeli su sačuvati prevlast svoje Provincije. Uspjeli su utjecati na Mišića da ne školuje biskupijsko svećenstvo kako bi ostalo u malom broju, da bi konačno 1923. uz Mišićevo posredovanje uspjeli ishoditi reskript Svete Stolice da im se, iako privremeno, vraća većina župa na njihovu brigu. Franjevci su nastojali ignorirati ovu privremenost i potvrditi reskript kao trajan.
O zajedničkom nastojanju Mišića i franjevaca da promijene odluku Svete Stolice biskupijsko je svećenstvo doznalo tek 1937. Kada je arhivar i biskupijski svećenik Petar Čule doznao za reskript i njegovo donošenje, uvjeravao ga je Mišićev tajnik fra Boris Ilovača da reskript nije izvršen, iako je on sam protokolirao i reskript i Mišićevu dekret o njegovu izvršenju. Godine 1935. Mišić je Čuli prepustio brigu o školovanju biskupijskih svećenika. Njihov broj je počeo rasti, a mnogi su franjevci komentirali da za njih neće biti dovoljno župa. Godine 1937. u župi Drinovci biskupijsko svećenstvo je postalo upoznato s reskriptom i njegovim donošenjem, što je dovelo do pomutnje u njihovim redovima. Njihove su brige iznesene pred Ilovaču, koji ih je još jednom uvjeravao, lažno tvrdeći da Mišić nije potvrdio reskript. Mišić se malo brinuo za vlastito svećenstvo, pa je za svoga biskupovanja zaredio samo 28 biskupijskih svećenika. Godine 1939. ograničio je broj biskupijski kandidata iz hercegovačkih biskupija u sjemeništu u Travniku na samo 33, vjerojatno pod utjecajem franjevaca.

### Biskupstvo

#### Imenovanje
Nedugo prije smrti, Mišić je pokušao dobiti imenovanje nasljednika. Isprva je želio da ga zamijeni netko iz redova bosanskih franjevaca, a potom je za nasljednika tražio nekog od hercegovačkih franjevaca. No, Sveta Stolica je ostala nijema na njegove prijedloge. Godine 1937. franjevci su od njega zatražili da imenuje jednoga od njih za biskupa koadjutora. Mišić je 28. lipnja 1940. predložio Propagandi da mu imenuje biskupa koadjutora, ali nije dobio odgovor. Imenovanje se nije dogodilo prije njegove smrti. Vatikan je pristao imenovati Čulu za Mišićeva nasljednika nešto prije Mišićeve smrti.
Mišić je iznenada umro 26. ožujka 1942. Misa zadušnica održana je 29. ožujka u Mostaru, a predvodio ju je Ivan Evanđelist Šarić, nadbiskup vrhbosanski. Nakon Mišićeve smrti, 29. ožujka 1942, kako je nalagalo kanonsko pravo, vrhbosanski nadbiskup Ivan Šarić imenovao je Petra Čulu kapitularnim vikarom. Propaganda je odobrila njegovo imenovanje 10. travnja 1942. Iako su se franjevci nadali da će Mišićev nasljednik biti franjevac, a njihovu nadu učvrstila su obećanja čelnika NDH Ante Pavelića franjevcu Radoslavu Glavašu da će franjevac naslijediti Mišića, 15. travnja 1942. Sveta Stolica imenovala je Čulu novim biskupom. Čak i prije smrti biskupa Mišića, Čule je bio kandidat za njegovo nasljedstvo, međutim, zbog napetosti s Hercegovačkom franjevačkom provincijom, Sveta Stolica čekala je Mišićevu smrt prije njegova imenovanja kako bi provela svoje planove za Hercegovinu. Dominik Mandić, bivši provincijal hercegovačkih franjevaca, koji je u to vrijeme boravio u Rimu, zaključio je da je Sveta Stolica odbila imenovati franjevca biskupom zbog optužbi drugih hrvatskih franjevaca na račun Hercegovačke provincije i njihova ponašanja nakon raspada Jugoslavije. Te su optužbe uključivale franjevce za bavljenje svjetovnim poslovima, upletenost u nasilna zbivanja tijekom rata i neposluh crkvenom autoritetu.
Papinski delegat Giuseppe Ramiro Marcone pozvao je Čulu sredinom svibnja 1942. u Zagreb, gdje ga je obavijestio da je 15. travnja 1942. imenovan biskupom i zamolio ga za pristanak. Marcone mu je rekao da to mora ostati nepoznato javnosti dok se ne objavi u vatikanskom časopisu L'Osservatore Romano. Dok je bio u Zagrebu, Čule je tražio da ga primi poglavnik Ante Pavelić, ali bezuspješno. Zatražio je i prijem kod pročelnika Vjerskog odsjeka Glavaša, ali ga je podvornik Ministarstva grubo odbio. Nedugo nakon imenovanja, Čule je posjetio papu u Rimu i tamo boravio od 30. svibnja do 6. lipnja 1943. L'Osservatore Romano je objavio Čulino imenovanje 2. lipnja 1942.
Čule je imenovan biskupom u isto vrijeme kada je križevačkim biskupom imenovan Janko Šimrak, što je bilo u suprotnosti s vatikanskom politikom zadržavanja svih imenovanja do poslije rata. Zbog delikatne situacije u ove dvije biskupije, Vatikan je imao puno povjerenje u dvojicu biskupa i nastavio s njihovim imenovanjima unatoč protivljenju vlasti NDH. Vlast se žalila da je do imenovanja Čule i Šimraka došlo bez konzultacija s njima. Ministar pravosuđa i bogoštovlja uputilo je 3. lipnja 1942. prosvjednu notu svim župnicima u Hercegovini u kojoj su iskazali protivljenje njegovu imenovanju, napominjući da budući da je Čule postavljen „bez pitanja i saslušanja, čak i bez znanja hrvatske državne vlade”, Hrvatska državna vlada ne može priznati takvo imenovanje te će se prema tome zauzeti radi zaštite državnog suvereniteta pro foro civili. Pročelnik odjela bogoštovlja pri Ministarstvu tada je bio hercegovački franjevac Radoslav Glavaš koji je sudjelovao u izradi prosvjedne note.
U vrijeme kada se Pavelić spremao proslaviti svoj imendan na blagdan svetog Antuna Padovanskog, 13. lipnja 1942., obaviješten je od Marconeova tajnika Giuseppea Masuccija da će, ako se drži ove prosvjedne note, biti automatski ekskomuniciran u skladu sa Zakonikom kanonskog prava (2334.) te da bi to onemogućilo slavlje njegova imendana. To je uvjerilo Pavelića da odustane od bilo kakvih sankcija protiv Čule. Međutim, Pavelić je istom prilikom Masucciju dao do znanja da će on i Vatikan, kad rat završi, „drugačije razgovarati”. Hercegovački franjevci počeli su nagovarati Čulu da denuncira svoje imenovanje, ali bezuspješno.
Zagrebačkom nadbiskupu Alojziju Stepincu i vrhbosanskom nadbiskupu Šariću stizala su prijeteća pisma sljedećeg sadržaja:
„Daje Vam se na vrijeme na znanje ispred 160 tisuća herc. katolika, ako se samo usudite prieći granicu grada Mostara i Hercegovine u svrhu posvete novog biskupa, neka znate da će biti svašta. Bit će krvi, a lako i mesa pa da je na Vama papina kruna. Bit će krvi i mesa kada vidimo koji vas motivi vode: novac, đavao, i tiranija nad nejačim. I drugome svakome tko se u tu svrhu - svrhu posvećenja - usudi ovamo prieći, isto će se dogoditi, pa kud puče da puče. (...). Ne treba da Vas toliko interesira tko je ovo pisao, nego se samo progledajte kakvi ste i neka znate na vrieme što Vas čeka ako se samo ovamo pomolite. Svakako ga je pisao bolji katol. od Vas. Za dom spremni!”
Potpis ovoga pisma je bio poništen, a glasio je „Hercegovački Hrvati katolici”. Marko Perić smatra da su prijeteća pisma potjecala od franjevaca.
Čule se vratio u Mostar 29. lipnja 1942. godine. Tamo ga je uznemirilo saznanje o ustaškim zločinima nad srpskim stanovništvom u lipnju i srpnju 1941. Bez obzira na prijetnje, Čulino posvećenje obavljeno je 4. listopada 1942. u najvećem redu i miru. Za biskupsko geslo uzeo je: Adveniat regnum tuum (Dođi kraljevstvo tvoje). Njegov glavni posvetitelj bio je Šarić, a asistirali su mu Stepinac i papin izaslanik Giuseppe Ramiro Marcone. Na posvećenju nije bilo predstavnika ustaške vlasti. Čule je novac namijenjen svečanom ručku, u iznosu od 100.000 kuna, dao izbjeglicama iz istočne Hercegovine, koji su u velikom broju prisustvovali njegovom posvećenju. Nakon njegova posvećenja veliki župan župe Hum, Josip Troyer, upozorio ga je da se ne usudi dirati u franjevce.
Čule je odmah po preuzimanju biskupske službe namjeravao sagraditi novu katedralu. Poznati kipar Ivan Meštrović ponudio se da izradi skicu te nove katedrale, no rat je poremetio Čuline planove. Nakon presude Čuli, komunističke su vlasti izvlastile zemljište i materijal namijenjen za gradnju katedrale.

#### Drugi svjetski rat
Neposredno nakon njemačke invazije na Jugoslaviju u travnju 1941. i nakon odlaska jugoslavenske vlade u egzil u London, Mandić je uspostavio kontakte s Londonom preko svojih kontakata u Švicarskoj i stupio u suradnju s britanskom tajnom obavještajnom službom. Čule i drugi franjevci, pomogli su mu u prikupljanju podataka iz Mostara. Čule je, kao i njegov prethodnik Mišić, s nizom drugih svećenika, uključujući i Lea Petrovića, intervenirao u spašavanju Srba, Židova i komunista od progona ustaške vlasti. Često je kritizirao ponašanje ustaških vlasti.
Nakon što su srpski četnici u listopadu 1942. počinili zločine nad hrvatskim stanovništvom od Drežnice do Rame, Čule je prosvjedovao kod talijanskog veleposlanika Raffaelea Casertana jer su četnici djelovali kao milicija pod zaštitom talijanske vojske. Čule je o incidentu obavijestio i Svetu Stolicu, koja je pak pozvala talijansku vladu na djelovanje. Uspio je spriječiti četnike da više ne čine zločine u Hercegovini. U proljeće 1943. zamoljen je da kao dobar poznavatelj talijanskog jezika uputi pismo talijanskoj upravi kako bi se spasio život hrvatskog kipara Ive Lozice, što je i učinio. Nakon što je general Franjo Šimić ubijen u kolovozu 1944. godine, ustaške vlasti uhitile su desetke Srba u Mostaru radi strijeljanja. Čule je otišao u ustaški stožer i njemačkom zapovjedniku pukovniku Brunu Prahlu tražiti njihovo puštanje. Pušteni su u posljednji trenutak i spašeni su im životi. U siječnju 1945. ustaše su uhitile nekoliko srpskih i hrvatskih intelektualaca i poslale ih u koncentracijski logor Jasenovac. Čule i Petrović prosvjedovali su 20. siječnja 1945. i tražili njihovo puštanje. Zbog toga su svi logoraši pušteni, ali su ih na povratku kući pogubili. Nakon toga se pojavila glasina da će Čule biti sljedeći uhićeni i odveden u Jasenovac.
Dana 10. travnja 1944., na treću godišnjicu uspostave NDH, ustaška je vlast masovno odlikovala mnoge uglednike i dužnosnike, uključujući i svećenstvo. Ta su serijska odlikovanja dodijeljena iz promidžbenih razloga, a ne za stvarne zasluge. Povod za ovako brojna odlikovanja bio je pokušaj vlasti da pridobije potporu katoličkog svećenstva. Takva su odlikovanja dobili Čule i mnogi drugi katolički prelati, uključujući Stepinca (iako ga nikada nije svečano primio), Šarića, Antuna Akšamovića, Mihovila Pušića i Kvirina Klementa Bonefačića itd. Mnogi od njih nisu ni znali da su odlikovani. I sam Čule odlikovan je Redom za zasluge – Veleredom sa zvijezdom.
Za cijelo vrijeme postojanja NDH, ustaška vlast je bila nesklona Čuli. Njegova plaća, koja je u Jugoslaviji bila jednaka onoj vojnog generala, svedena je samo na doplatak jednak iznosu plaće domara. Po Pavelićevim uputama novi humski veliki župan Đuro Spužević izvijestio je Čulu da će po završetku rata biti premješten u Trebinje.
Komunistički jugoslavenski partizani vidjeli su hercegovačke franjevce kao prijetnju širenju komunizma u Jugoslaviji, jer su bili utjecajni među seljacima, ali i intelektualcima koji su pohađali franjevačke škole. Uz povlačenje Nijemaca, partizani su predvođeni 8. korpusom u siječnju 1945. godine počeli napredovati prema Mostaru. Negdje u to vrijeme partizansko vodstvo je odlučilo pogubiti sve franjevce franjevačkog samostana na Širokom Brijegu, što su i učinili, ubivši 12 svećenika 7. veljače 1945. Njihova ubilačka akcija protiv franjevaca se nastavila. Partizani su u Mostar ušli 14. veljače 1945. gdje su ubili Lea Petrovića s još šest franjevaca iz franjevačkog samostana. Partizani su ubili ukupno 66 hercegovačkih franjevaca i 12 dijecezanskih svećenika.

#### Progon komunističkih vlasti
Na Biskupijskoj konferenciji u Zagrebu u rujnu 1945. biskup Čule svjedoči o položaju Hrvata Istočne Hercegovine:
„Izbjeglice iz istočne Hercegovine (kotar Stolac) moraju se vraćati natrag u staru postojbinu, ali im je tamo sve porušeno, pa tako ništa nemaju, hrane se korijenjem. Nešto hrane dobivaju što dolazi od Unre, ali tek nakon što se podmire muslimani i pravoslavni. Nijedna vjera nije toliko šikanirana kao katolička. (...). Radi se o fizičkom istrebljenju katolika. Radi toga ne ubijaju se ni pravoslavni popovi ni muslimanski hodže, nego samo katolički svećenici. Radi toga četnici se puštaju ili blago sude, a katolici neštedimice ubijaju i po sudu i bez suda. Katolici su raja, koja mora muslimanima kulučiti kao u doba osmanlijskog feudalizma.”
Nova komunistička vlast odlučila je smijeniti Čulu s dužnosti. Za uhićenje su odlučili pričekati kraj talijanskih općih izbora. Dana 22. travnja 1948., dok se Čule pripremao za jutarnju misu u 5 sati ujutro, stigla je skupina službenika Uprave državne sigurnosti (UDBA) koji su pretražili zgradu Biskupskog ordinarijata. Tom su prilikom provjeravali i svetohranište u kapelici, a biskup je morao držati Presveti Sakrament u rukama. Tom je prigodom oduezt čitav biskupov arhiv od 1941. do 1948. godine. Pretres ordinarijata je trajao 13 sati. Nakon toga je bisksup Čule uhićen i odveden u zatvor „Ćelovina” u Mostaru. S njim su uhićene sestra franjevka Mira Gagro te domaćice Danica Bartulić i Janja Anić. Dana 28. travnja uhićen je don Mate Nuić, a 10. travnja časna sestra Feliksa Kravcar, čime je u konačnici uhićeno svo osoblje Ordinarijata. U istražnom zatvoru je Čule doživio slom živaca.
Tada ga komunistička vlast pritvara te započinje namješteni sudski postupak koji je trajao od 14. do 18. srpnja 1948. Biskupa su ispitivali Mile Perković, rodom iz Prisoja i Branko Šekarić, a optužnicu je potpisao javni tužitelj za Bosnu i Hercegovinu, Čedomir Mijović. Suđeno mu je pred Okružnim sudom u Mostaru, a suđenje je održano u najvećoj dvorani u Mostaru – u kinu „Partizan”. Predsjednik suda bio je mostarski musliman Atif (Tahir) Hadžović, a javni tužitelj Oton Svoboda. Između ostaloga, biskup Čule je optužen da je skrivao odmetnika Neđu Markotića, koji je zapravo bio mrtav nekoliko mjeseci prije nego li mu je biskup, po navodima optužbe i presude, dao utočište. Također, optužen je i da je sovjetskoj Crvenoj armiji pripisao pokolj u Katinskoj šumi. Biskupu je po službenoj dužnosti dodijeljen odvjetnik Slovenac Ferdinand Prenj koji ga je i s am optuživao.
Dana 17. srpnja 1948. biskup Čule je iznio svoj obrambeni govor u kojem je između ostaloga naveo:
„Formalni razlog ove optužbe su neke činjenice koje mi javi tužitelj ubraja u zločine. Međutim, usitinu i činjenično ja sam optužen te stojim pred Sudom kao takav zato što sam katolički biskup i što sam Hrvat (...) A ako kuministička nauka goće postići slobodu, zašto se i nama ne dadne sloboda?”
Predsjednik Suda je na kraju dao iskrivljenu inačicu Čulinog obrambenog govora komunističkom tisku da ga objavi javnosti. Tom su prigodom na suđenju protiv biskupa svjedočili hercegovački franjevci Rufin Šilić, Zlatko Sivrić te sa slobode franjevci Serafin Dodig i, crkveno suspendirani franjevac zbog veze s udovicom, Petar Bakula. Bakula je kasnije izbačen iz franjevačkog reda te se učlanio u kominističku partiju. Čak je i sam istražitelj UDBA-e Šekarić izjavio kako je neljudski što franjevci iznose na biskupa i navode ga za krivca njegovih patnji.
U nedjelju 18. srpnja 1948., u 11 sati, biskup Čule je osuđen na 11 i pol godina zatvora, uz gubitak građanskih prava na tri godine. Nije se žalio. Sve osobe koje su bile optužene, a svjedočili su protiv biskupa Čule, bili su oslobođeni. Čule je nekoliko mjeseci proveo u zatvoru „Ćelovina”. U zatvoru je bio ošišan na nulu te je bio smješten u sobu sa 20 osoba. U zatvoru je morao spavati na podu te je morao vršiti nuždu pred svima. Dana 7. listopada 1948. bio je prebačen u bačvarsko odjeljenje zeničkog zatvora. Čule je dijelio svoju zatvorsku ćeliju br. 32 sa srpskim pravoslavnim episkopom Varnavom Nastićem. U ćeliji je napravio improvizirani oltar i služio mise u strogoj tajnosti. Čule je 25. studenog 1948. bio u samici na sedam mjeseci sve do srpnja 1949. Dok je Čule bio iza rešetaka, komunističke vlasti pripremale su mrežu svećenika suradnika. Provincijal bosanskih franjevaca Josip Markušić, uz podršku provincijala hercegovačkih franjevaca Mile Leke, osnovao Udruženja katoličkih svećenika „Dobri Pastir”, pod pokroviteljstvom UDBA-e. Biskupska konferencija Jugoslavije protivila se takvim klerikalnim udruženjima. Čulin zamjenik, generalni vikar Mostarsko-duvanjske i Trebinjsko-mrkanske biskupije Andrija Majić oštro je napao takva državna klerikalna udruženja. Oko Božića 1949. godine službenici UDBA-e su počeli posebno ucjenjivati Čulu da odobri Svećeničko udruženje u zamjenu za puštanje na slobodu. Čule je takve ponude svaki put odlučno odbijao.
Dana 26. travnja 1951. odlučeno je da se jedan kontingent zatvorenika, među kojima su bili Čule i još nekoliko katoličkih svećenika, zajedno s drugima, premjesti u zatvor u Srijemskoj Mitrovici. Dana 27. travnja 1951. u 3 sata ujutro, kod stanice Slakovci kod Vinkovaca, vagon sa zarobljenicima je bio otkačen te je u njega udario teretni vlak. Mnogi zarobljenici su poginuli, a Čule je pao s vagona i teško se ozlijedio; slomio je gležanj i iščašio kuk. Satima je ostao ležati na travi te je prebačen u osječku bolnicu. Sutradan je kamionom prebačen u zatvor u Srijemskoj Mitrovici. Tu je bio zatvoren do 27. lipnja 1951. godine, kada je prebačen natrag u staklaru – odjel zeničkog zatvora. Tamo su ga smjestili u ćeliju razbijenih prozora, vlažnih zidova, dok je posteljina bila puna buha. U jesen je Čuli dijagnosticirana tuberkuloza.
Tretman Katoličke Crkve u Jugoslaviji bio je nepovoljan i nakon Raskola Tito – Staljin, a 1952. Jugoslavija i Sveta Stolica prekinule su diplomatske odnose zbog uzdizanja Stepinca na čast kardinala. Američki biskupi, na poticaj nuncija Josepha Patricka Hurleyja, zatražili su od predsjednika Dwighta D. Eisenhowera i državnog tajnika Johna Fostera Dullesa da interveniraju u Čulinu korist. I beogradski nadbiskup Josip Ujčić upozorio je državne vlasti da ne bi bilo dobro za njihov ugled da biskup umre u njihovom zatvoru. Dana 29. listopada 1955. tajnik zatvora Vojo Čolović izvijestio je Čulu da će biti pušten, iako se nije „popravio” te da će biti premješten u franjevački samostan u Tolisi. Čolović je puštanje na slobodu uvjetovao službenom molbom koju je Čule odbio napisati tvrdeći da je nevin. Ipak, Čule je sutradan, 30. listopada 1955. pušten.
Komunistički političar i predsjednik Saveznog izvršnog vijeća SFR Jugoslavije, Džemal Bijedić, kasnije je posjetio biskupa Čulu u njegovoj rezidenciji. Bijedić je u razgovoru s biskupom rekao da je optužba protiv njega „”direktiva i naredba". Bijedić je priznao da se protiv Čule vodio nepravedan namješteni sudski postupak. Za tjednik „NIN”, 22. studenog 1981., Bijedić je izjavio da biskup Petar Čule nije bio kriv.

#### Nastavak službe
Čule je u Tolisi ostao do 1. lipnja 1956., kada mu je dopušten odlazak na liječenje. Dok je bio tamo, napisao je pismo Josipu Brozu Titu, u kojemu je kritizirao suđenje protiv njega i grubo postupanje prema njemu u zatvoru. Čule je najprije otišao na liječnički pregled u Zagreb, a potom je poslan na klimatsko liječenje u Selce. Kao zatočenik proveo je još četiri mjeseca pod prismotrom u Sarajevu. Krajem listopada 1957. godine Čule je dobio rješenje Okružnoga suda u Mostaru o oslobođenju od optužbi po kojemu je mogao preuzeti upravljanje svojim biskupijama. Biskup Čule je u zatvoru ukupno proveo 7 godina, 6 mjeseci i 8 dana te u zatočeništvu još dvije godine.
Godine 1957. Sveta Stolica započela je svoj Ostpolitk otvaranja prema istočnim komunističkim zemljama. Smrt prefekta Papinskog hrvatskog zavoda svetog Jeronima Jurja Magjerca dovela je pomoćnog zagrebačkog biskupa Josipa Lacha na sprovod u Rim. Dok je bio tamo, Lacha je primio u audijenciju papa Pio XII., gdje ga je Lach zamolio da jugoslavenske biskupe pozove u posjet ad limina 1958. godine. Papa je odgovorio da su svi biskupi koji imaju putovnice dužni doći u posjet ad limina. U jesen 1957. jugoslavenski su biskupi zatražili putovnice i zahtjev im je odobren. Papu je prvi posjetio zagrebački nadbiskup koadjutor Franjo Šeper svibnja 1958. godine. Čule je stigao u Rim u listopadu kada je izabran novi papa Ivan XXIII. S kolodvora je odmah otišao na Trg svetog Petra kako bi primio blagoslov novoga pape Urbi et Orbi. Novi ga je Papa primio četvrti dan nakon krunidbe, 8. studenoga 1958. Kako su diplomatske veze između Svete Stolice i Jugoslavije još uvijek bile prekinute, L'Osservatore Romano nije davao izjave o posjetima, pa tako ni o Čulinom posjetu Rimu. Čule je na audijenciji Papi prenio Stepinčevu poruku kako svoju sudbinu stavlja Papi na raspolaganje i ako Papa hoće, da će ostati u Krašiću ili otići u iseljeništvo, što je komunistička vlast poticala.
Glavne zadaće Čule bile su obnova crkava, podizanje novoga biskupijskog klera, gradnja novih crkava i osnivanje župa te gradnja katedrale. Nakon povratka iz zatvora osnovao je 14 novih župa: Sutinu (1962.), Polog (1963.), Jare (1966.), Buhovo i Domanoviće (1969.), Hutovo i Raskrižje (1971.), Vinjane (1972.), Čeljevo, Neum i Stjepan Krst (1974.), Aladiniće i Gabela Polje (1977.) i katedralnu župu u Mostaru (1980.).
Biskup Čule sudjelovao je na Drugom vatikanskom saboru održanom od 1962. do 1965. godine te u pojedinim posebnim povjerenstvima. U pripremnom razdoblju sudjelovao je kao savjetnik Odbora za biskupe i upravljanje biskupijama. Na sjednici održanoj 10. studenog 1962. Čule je održao poduži i pobožni govor o svetom Josipu i zatražio njegovo uvrštenje u rimski kanon mise. Većina biskupa ignorirala je njegov govor, no papa Ivan XXIII. njime je bio dirnut govorom i uključio je sv. Josipa u kanon tri dana kasnije. Papa Pavao VI., 12. travnja 1967., imenovao je biskupa Čulu asistentom Papinskog prijestolja.
Ipak, Čule je određene promjene Drugoga vatikanskog sabora teško prihvaćao, posebice istiskivanje latinskoga jezika iz bogoslužja, uspostavu pastoralnih i drugih vijeća, pričest na ruku, pružanje mira tijekom mise itd. Čulino nepovjerenje prema pastoralnim vijećima proizlazilo je iz straha da bi se ona mogla iskoristiti u „Hercegovačkoj aferi” protiv biskupa. Zajedno s još 16 hrvatskih biskupa potpisao je izjavu kojom se protive uvođenju stalnoga đakonata za oženjene. Izjavu je odbio potpisati jedino zagrebački nadbiskup Franjo Šeper. Tijekom trajanja Sabora, Čule nije imao svoga osobnog teologa (peritusa) kao što je to bio običaj kod drugih biskupa, kojima bi oni pisali govore ili davali savjete. Nakon Sabora Čule je imenovan članom Poslijesaborskog odbora za biskupe i upravu biskupijama.
Godine 1963. biskup Čule izlazi pred Propagandu s problemom raspodjele župa. Papa Pavao VI., 6. lipnja 1975., donosi dekret „Romanis Pontificibus”. Njime je potvrđena Decizija iz 1899. te Dekret Propagande iz 1965. kojim se dokida Reskript iz 1923. godine.
Tijekom Čulina biskupstva broj biskupijskih svećenika u njegovim biskupijama gotovo utrostručio se s tridesetak na 82. Također je povećao broj župa u biskupijama te sagradio i posvetio niz crkava. Nakon 30 godina gradnje, 1980. godine dovršena je i katedrala Marije Majke Crkve u Mostaru. Dana 9. prosinca 1970., svećenik splitsko-makarske nadbiskupije, Pavao Žanić, imenovan je biskupom koadjutorom. Žanić je posvećen 2. svibnja 1971., a glavni posvetitelj je bio biskup Čule. Čule odlazi u mirovinu 14. rujna 1980., a papa Ivan Pavao II. imenuje ga isti dan pro hac vice naslovnim nadbiskupom giufitanskim. Umro je u Mostaru te je pokopan u kripti sv. Josipa katedrale Marije Majke Crkve u Mostaru.

## Spisateljska djelatnost
Knjige
- „Misli velikih umova o Bogu i vjeri” (1925.).
- „Misli velikih umova o Kristu i katoličkoj Crkvi” (1926.).

Značajniji članci
- „Dogmatska podloga svećeničkom celibatu u NZ”, Život, 2/1923.
- „Kako udesiti obučavanje dogmatike?”, Vrhbosna, 9-10/1940.
- „Misijski rad Družbe Isusove”, Vrhbosna, 12/1940.

Prijevodi
- „Povijest Isusovačkog reda: 1534.–1921.” (1. dio - 1941.; 2. dio - 1942.), autor: Thomas Joseph Campbell.
- „Krist - život duše” (1957.), autor: Columba Marmion.
- „Duga boli” (1959.), autor: Fulton John Sheen.
- „Gore srca”, autor: Fulton John Sheen.[112]

## Počasti

### Ulice
- Ulica nadbiskupa Petra Čule u Mostaru.[113]

- Ulica biskupa Petra Čule u Neumu.[114]

- Ulica dr. Petra Čule u Posušju.[115]

### Ostalo
- Za Kraljevstvo Božje: život i djelo nadbiskupa dra Petra Čule: zbornik radova sa Studijskog dana, Biskupski ordinarijat Mostar, Mostar, 1991.[111]

- Župna dvorana „Nadbiskup Petar Čule”, Župa Kruševo.[116]

- Vitraj u župnoj crkvi u Kruševu na kojem se nalazi Sveta obitelj i župljani Kruševa predvođeni biskupom Čulom.[116]

- Spomenik u župnom dvorištu crkve Proroka Ilije u Kruševu.[116]

- Orgulje u župnoj crkvi Proroka Ilije u Kruševu u spomen na nadbiskupa Petra Čulu.[116]

### Knjige
- Adriano, Pino; Cingolani, Giorgio. 2018. Nationalism and Terror: Ante Pavelić and Ustasha Terrorism from Fascism to the Cold War. Central European University Press. Budapest. ISBN 9789633862063
- Buchenau, Klaus. 2004. Orthodoxie und Katholizismus in Jugoslawien, 1945–1991: Ein serbisch-kroatischer Vergleich. Harrassowitz Verlag. Berlin. ISBN 3447048476
- Calloway, Donald H. 2019. Consecration to St. Joseph: The Wonders of Our Spiritual Father. Marian Press - Association of Marian Helpers. Stockbridge. ISBN 1596144319
- Goluža, Božo. 1991. Biskup Čule u uspomenama svećenika i vjernika hercegovačkih biskupija.   Luburić, Ante; Perić, Ratko (ur.). Za Kraljevstvo Božje - Život i djelo nadbiskupa dra Petra Čule. Biskupski ordinarijat Mostar. Mostar.
- Kokša, Đuro. 1991. Društveno-političke prilike u vrijeme dra Petra Čule.   Luburić, Ante; Perić, Ratko (ur.). Za Kraljevstvo Božje - Život i djelo nadbiskupa dra Petra Čule. Biskupski ordinarijat Mostar. Mostar.
- Komadina, Ante. 1991. Spisateljska djelatnost nadbiskupa dr. Petra Čule.   Luburić, Ante; Perić, Ratko (ur.). Za Kraljevstvo Božje - Život i djelo nadbiskupa dra Petra Čule. Biskupski ordinarijat Mostar. Mostar.
- Mandić, Hrvoje. 2020. Hercegovačka franjevačka provincija u Drugom svjetskom ratu i poraću. Sveučilište u Zagrebu. Zagreb.
- Ivešić, Bojan. 2025. Izvješće mons. Josepha Patricka Hurleyja o religijskim prilikama u Jugoslaviji od veljače 1946. do veljače 1947. Hrvatski dom Herceg Stjepan Kosača. Mostar. ISBN 9789926898311
- Nametak, Alija. 1997. Sarajevske uspomene. Hrvatska sveučilišna naklada. Zagreb. ISBN 9789531690010
- Pandžić, Bazilije. 2001. Hercegovački franjevci – sedam stoljeća s narodom (PDF). ZIRAL. Mostar–Zagreb.
- Pavlović, Ante. 1991. Duhovnost biskupa Čule prema njegovim poslanicama, propovijedima i drugim spisima.   Luburić, Ante; Perić, Ratko (ur.). Za Kraljevstvo Božje - Život i djelo nadbiskupa dra Petra Čule. Biskupski ordinarijat Mostar. Mostar.
- Perić, Marko. 2002. Hercegovačka afera: pregled događaja i važniji dokumenti. Biskupski ordinarijat Mostar. Mostar.
- Perić, Marko. 1986. Život i rad mostarsko-duvanjskih i trebinjsko-mrkanskih biskupa u zadnjih 100 godina.   Babić, Petar; Zovkić, Mato (ur.). Katolička crkva u Bosni i Hercegovini u XIX i XX stoljeću: povijesno-teološki simpozij prigodom stogodišnjice ponovne uspostave redovite hijerarhije u Bosni i Hercegovini. Vrhbosanska visoka teološka škola. Sarajevo.
- Perić, Ratko. 1991. Biskup Čule i hercegovački franjevci.   Luburić, Ante; Perić, Ratko (ur.). Za Kraljevstvo Božje - Život i djelo nadbiskupa dra Petra Čule. Biskupski ordinarijat Mostar. Mostar.
- Perić, Ratko. 2000. Da im spomen očuvamo. Biskupski ordinarijat Mostar. Mostar.
- Puljić, Ivica. 1991a. Crkvene prilike u vrijeme biskupovanja mons. Čule.   Luburić, Ante; Perić, Ratko (ur.). Za Kraljevstvo Božje - Život i djelo nadbiskupa dra Petra Čule. Biskupski ordinarijat Mostar. Mostar.
- Puljić, Želimir. 1991b. Curriculum vitae dra Petra Čule.   Luburić, Ante; Perić, Ratko (ur.). Za Kraljevstvo Božje - Život i djelo nadbiskupa dra Petra Čule. Biskupski ordinarijat Mostar. Mostar.
- Šalić, Jurica. 2002. Franjevci Sjeverozapadne Bosne (PDF). HKD "Napredak" Bihać. Bihać.
- Vukšić, Tomo. 2000. Confessores fidei: Čule, Čekada, Majić, Nuić, Perić. Crkva na kamenu. Mostar.
- Znidarčić, Lav. 1991. Biskup Čule u zatvoru i zatočeništvu.   Luburić, Ante; Perić, Ratko (ur.). Za Kraljevstvo Božje - Život i djelo nadbiskupa dra Petra Čule. Biskupski ordinarijat Mostar. Mostar.

### Članci
- Babić, Anđelko. 2018. Dr. Petar Čule - životni put (PDF). Hercegovina. 4: 327–356
- Miletić, Karlo. 1990. Italijanska reokupacija Mostara. Hercegovina (7–8): 119–155
- Perić, Ratko. 2009. Imenovanje don Petra Čule mostarsko-duvanjskim biskupom (PDF). Službeni vjesnik biskupija Mostarsko-duvanjske i Trebinjsko-mrkanske. Biskupski ordinarijat Mostar. Mostar.  (1): 77–89
- Perić, Ratko. 2011. O služenju biskupa Čule (PDF). Službeni vjesnik biskupija Mostarsko-duvanjske i Trebinjsko-mrkanske. Biskupski ordinarijat Mostar. Mostar.  (2): 190–191
- Vukšić, Tomo. 2006a. Mostarski biskup Alojzije Mišić (1912.-1942.) za vrijeme Drugog svjetskog rata. Crkva u svijetu. 41 (2): 215–234
- Vukšić, Tomo. 2006b. Mostarski biskup Alojzije Mišić (1912.-1942.) za vrijeme Drugog svjetskog rata (II.). Crkva u svijetu. 41 (3): 326–342

### Mrežna sjedišta
- Božićni blagoslov obitelji. Župa Gospe od Zdravlja Neum. Inačica izvorne stranice arhivirana 18. kolovoza 2022. Pristupljeno 18. kolovoza 2022.
- Glasnik Općinskog vijeća Općine Posušje 2005/01 (PDF). Općinsko vijeće Općine Posušje. Pristupljeno 18. kolovoza 2022.
- Kontakt. Službena stranica Biskupijâ Mostar-Duvno i Trebinje-Mrkan. Pristupljeno 13. kolovoza 2022.
- O 36. smrtovdanu nadbiskupa Čule. Crkva na kamenu. Pristupljeno 19. kolovoza 2022.
- Oproštaj s župnikom don Ljubom. Župa Kruševo. Pristupljeno 19. kolovoza 2022.

## Vanjske poveznice
Ostali projekti
|  | Zajednički poslužitelj ima još gradiva o temi Petar Čule |
|  | Wikicitati imaju zbirke citata o temi Petar Čule         |

Mrežna sjedišta
- Životopis na stranicama Biskupijâ Mostar-Duvno i Trebinje-Mrkan

| Titule u Katoličkoj Crkvi           | Titule u Katoličkoj Crkvi                                    | Titule u Katoličkoj Crkvi |
| ----------------------------------- | ------------------------------------------------------------ | ------------------------- |
| prethodnik Alojzije Mišić           | Biskup mostarsko-duvanjski 1942.–1980.                       | nasljednik Pavao Žanić    |
| prethodnik Alojzije Mišić           | Trajni apostolski upravitelj trebinjsko-mrkanski 1942.–1980. | nasljednik Pavao Žanić    |
| prethodnik Bogdan Stefanov Dobranov | Naslovni nadbiskup giufitanski 1980.–1985.                   | nasljednik Edouard Mathos |